# Dieffenbachia parlatorei
Dieffenbachia parlatorei är en kallaväxtart som beskrevs av Jean Jules Linden och Éduard-François André. Dieffenbachia parlatorei ingår i släktet prickbladssläktet, och familjen kallaväxter. Inga underarter finns listade.